# 科威特國營石油公司
29°5′34″N 48°5′14″E / 29.09278°N 48.08722°E
科威特國營石油公司（阿拉伯语：‎，英語簡稱「KNPC」）是科威特的國家石油提煉公司，於1960年10月創立。該公司負責當地市場的石油提煉、氣體液化與石油製品分銷工作，亦有負責清潔燃料項目（Clean Fuel Project，簡稱「CFP」）。

## 歷史
該公司於1960年10月成立，當時仍為一間由科威特政府及私營部分共同持有的股份制公司，後於1975年改由政府全資持有。自1968年起，該公司開始從旗下的舒艾巴煉油廠輸出石油製品。2017年4月，科威特將境內其中一個最舊的石油設施—舒艾巴煉油廠予以關閉。1980年，隨著科威特重整石油產業，該公司在編制上改為於科威特石油集團公司之下，而後者為由政府持有的新企業。在此位置下，該公司管理科威特境內的石油製品分銷工作，以及擁有米娜·艾哈邁迪及米娜·阿卜杜拉兩所煉油廠。

## 煉油廠
- 米娜·阿卜杜拉煉油廠：由美國獨立石油公司（英语：American Independent Oil Company）於1958年建成，[7]並於1975年交回科威特政府，及後於1978年轉由該公司營運。[8]該煉油廠位於科威特城以南46公里，佔地約783.5萬平方公里，日均石油提煉量為730,000桶每日（116,000立方每日）。[9]
- 米娜·艾哈邁迪煉油廠：於1949年建成，並於1980年轉由該公司營運。該煉油廠位於科威特城以南40公里，佔地約1053.4萬平方公里，[10][11]產能為730,000桶每日（116,000立方每日）。[12]2014年，該公司開始於該煉油廠內生產超低硫柴油（ULSD）。[13]
- 舒艾巴煉油廠：於1966年建成，是區內首所由國營公司興建的煉油廠。該煉油廠位於科威特城50公里以南的舒艾巴工業區內，佔地約133.2萬平方公里，日均產量為200,000桶每日（32,000立方每日）。2017年3月，該煉油廠被關閉，以便將廠內設施重新用作國內的清潔燃料計畫（CFP）。[14]
- 阿爾佐煉油廠（英语：Al Zour Refinery）：2006年，該公司公佈興建第四所煉油廠的方案，稱之為阿爾佐。2012年，由於獲科威特最高石油議會（英语：Supereme Petroleum Council of Kuwait）通過，該公司將有關方案修訂。該煉油廠預計產能為615,000桶每日（97,800立方每日），將成為中東境內規模最大的煉油廠。[15]2008年5月，該公司奪得餘下的四項工程採購及建造（EPC）合約：
  - 進程合約1由日揮建設及GS工程及建造組成的財團奪得；
  - 進程合約2由SK工程及建造奪得；
  - 儲存塔合約由大林工業公司奪得；
  - 海洋工程合約由現代工程及建造奪得；
  - 廠區外及公用事業合約由福陸公司奪得。[16]

由於該公司在批出合同時予上述公司時缺乏透明性，有關合同現時予以撤銷，而相關項目亦遭擱置。

## 慈善事業
該公司除提供獎學金及培訓外，亦為科威特應用教育和培訓公共管理局（PAAET）轄下技術研究學院的煉油廠操作專門化予以贊助。

## 外部連結
- 官方网站
- 該公司曾開展的項目